# Wilhelm Geiler
Wilhelm Geiler (* 21. August 1819 in Westerstede, Großherzogtum Oldenburg; † 5. März 1895 ebenda) war ein deutscher Auktionator und niederdeutscher Heimatdichter.

## Leben
Geiler wurde 1855 in seiner Heimatstadt Westerstede Amtsauktionator. Die Straße am dortigen Amtsgericht wurde nach ihm benannt.

## Künstlerisches Schaffen
Wilhelm Geiler veröffentlichte in verschiedenen Zeitungen heimatverbundene Gedichte in plattdeutscher Sprache. Kurz nach der Reichsgründung schrieb er eine zusätzliche Strophe zur Oldenburger Landeshymne Heil dir, o Oldenburg!:
Heil, deinem Fürsten, Heil! Er half bei Zeiten
das herrlich große Werk, das Deutsche Reich bereiten,
als er zum blut'gen Strauß mit Preußen sich verband.
Hoch unser Fürstenhaus! Hoch Vaterland!
Für diese Strophe erhielt er 25 Goldmark. Sie wurde das erste Mal 1872 auf einem Volksfest in Westerstede gesungen.